# Seznam makedonskih slikarjev
Seznam makedonskih slikarjev.

## A
- Gavril Atanasov
- Dimitar Avramovski - Pandilov
- Dragutin Avramovski - Gute

## B
- Žarko Bašeski - kipar
- Ljubomir Belogaski
- Vladimir Borojević

## Č
- Miho Čakelja (dubrovniško-makedonski arhitekt, karikaturist, grafični oblikovalec, ilustrator)
- Gligor Čemerski
- Blagoj Čuškov (kipar)

## D
- Božidar Damjanovski
- Evgenija Demnievska

## F
- Vasil Frangovski-Nove
- Aleksandar Frčkovski
- Janko Frčkovski

## G
- Vladimir Georgievski
- Vlado Goreski
- Vančo Gjorgjievski
- Jordan Grabuloski - Grabul (kipar)

## H
- Maja Hill
- Petar Hadži-Boškov (slikar, grafik in kipar)

## I
- Metodija "Mende" Ivanovski

## K
- Konstantin Kacev
- Ilija Kavkalevski
- Daniil Kocov (Daniil Štiplijata)
- Dimitar Kondovski
- Tomislav Krmov
- Spase Kunovski
- Aleksandar Kuzmanovski
- Kiro Kuzmanovski
- Pavle Kuzmanovski

## L
- Lazar Ličenoski
- Risto Lozanoski
- Tanas (Tane) Lulovski

## J
- Trajče Jančevski/Jončevski?

## M
- Kole Mandić
- Sveto Mandić
- Ljubodrag Marinković - Penkin
- Nikola Martinoski
- Petar Mazev
- Boro Mitrik´eski (kipar)
- Raško Muratovski (kipar)

## N
- Vangel Naumovski (1924 - 2006)
- Blagoja Nikolovski (1944)

## P
- Dimče Pandev - Protuđer
- Ilija Penušliski
- Dušan Perčinkov
- Ordan Petlevski

## S
- Tome Serafimovski (kipar)
- (Mladen Srbinović)

## T
- Dimče Todorovski (kipar)
- Dimitar Trajanovski (kipar)

## U
- Ejup Umer

## V
- Peco Stepanov Vidimče

## Z
- Georgi Zravev